# Anna Maria Kieffer
Anna Maria Kieffer (São Paulo, 28 de julho de 1941) é uma musicóloga, pesquisadora e cantora lírica (mezzo soprano) brasileira.

## Biografia
Descendente de alemães e italianos, a trajetória de Kieffer abrange um amplo espectro que vai desde a música contemporânea - como a estreia, na década de 1980, de uma nova ópera performance de Jocy de Oliveira - até o resgate das canções de um compositor do século XIX como Alberto Nepomuceno.
Iniciou seus estudos de piano e canto, aos sete anos, na Escola de Música do Colégio Santa Marcelina. No início dos anos 1960, nos Seminários de Música da Pró-Arte, estudou com Hans-J. Koellreutter, Roberto Schnorrenberg e Theodor Heuberger (prática de ópera) e participou dos Encontros Internacionais de Música, tendo aulas de interpretação de música medieval e renascentista com Andrea Von Ramm, no Studio der Frühen  Musik. Nesse período, seguiu também cursos com Osvaldo Lacerda (harmonia), Mário Ficarelli (repertório contemporâneo), Maria José de Carvalho (dicção e estilo), com o pianista  Erik Werba (interpretação mozartiana), em Viena, e  com o fonoaudiólogo Raoul Husson (técnica vocal), em Paris.
Realizou estudos de aperfeiçoamento em ópera com Graziella Sciutti e Franco Iglesias. Em 1967 realizou turnês pela Europa apresentando repertório colonial brasileiro e latino-americano, com o Madrigal e Orquestra de Câmara de São Paulo, sob a direção de George Olivier Toni. Em 1975, fundou, com Thaís V. Borges, a Confraria-Conjunto de Música Antiga. Realizou o levantamento e a restauração de partituras, a busca de instrumentos originais e a divulgação das obras em publicações, palestras, concertos e discos, trabalhando, no Brasil quanto no exterior, ao lado de instrumentistas como Edelton Gloeden (violão), Gisela Nogueira (viola de arame), Achille Picchi e Fábio Luz (piano).
Na música contemporânea, iniciou sua carreira como solista no Festival de Outono de Paris, com Ensaio 72 de Mário Ficarelli. De 1977 a 1981, participou dos Cursos Latino-americanos de Música Contemporânea e integrou o Núcleo Música Nova, sob a coordenação do compositor Conrado Silva. A partir daí trabalhou em colaboração com vários compositores, como Gilberto Mendes, Jocy de Oliveira,  Leo Küpper e Daniel Teruggi. Também trabalhou em pesquisas de repertório e composição de ambiências sonoras e trilhas para exposições e espaços culturais, como Brasil Barroco, no Petit Palais  de Paris (1999), O Brasil dos viajantes, no  MASP e no Centro Cultural de Belém (Lisboa), e Niobe Xandó, na Pinacoteca do Estado de São Paulo (2007), além atuar em diversas curadorias, como a  da 18ª e a da 19ª edições da Bienal Internacional de São Paulo.
Sua discografia conta com mais de 20 títulos, como Cancioneiro da Imigração, que retrata obras de brasileiros, imigrantes e descendentes. 
É responsável pela trilha sonora do filme O Retorno de Rodolfo Nanni.
É membro da EMF–Electronic Music Foundation de Albany, Nova Iorque e do Instituto Brasileiro de Musicologia em São Paulo.
Em 1999, produziu o CD Ways of the Voice, na Filadélfia, com o compositor belga Leo Kupper. No repertório, rezas populares do Brasil, com influência da Ásia, da Europa e da África.
Em 2009 realizou concertos em Portugal, com o pianista Fábio Luz, interpretando obras de Villa-Lobos.
Tem realizado pesquisas não apenas baseada em fontes históricas - a exemplo dos  os cantos indígenas recolhidos por Jean de Léry, Hans Staden, José de Anchieta e Gregório de Matos -, como também em campo, entrevistando pessoas ligadas a colônias de imigrantes em São Paulo, contribuindo, assim, para recuperar a tradição oral ligada a práticas musicais pagãs no Brasil.

## Discografia parcial
- São Paulo: Paisagens Sonoras (1830-1880)[6][7]
- Cancioneiro da imigração (2004)
- Teatro do Descobrimento (1999)
- Marília de Dirceu (1994) [8]
- Viagem pelo Brasil
- Mãos dadas - Poemas da Língua Portuguesa
- Mel Nacional – Centenário de Mário de Andrade (1993)
- Alberto Nepomuceno – Canções (1997)
- Ways of the Voice (1999)